# عصب تناسلی‌رانی
عصب تناسلی‌رانی (انگلیسی: Genitofemoral nerve) از سطح جلویی ماهیچه مازویی بزرگ (عضله پسوآس ماژور) خارج شده و به دو شاخه رانی و تناسلی تقسیم می‌شود. 
عصب تناسلی‌رانی از شبکه کمری ـ L2 - L1 منشأ می‌گیرد شاخه‌های تناسلی و رانی از آن جدا می‌شود به ماهیچه کرماستر (cremaster)، پوست کیسه بیضه (در مرد) یا پوست لب بزرگ فرج (در زن) و نواحی مجاور ران و سه گوشه ران ختم می‌شود.
شاخه تناسلی آن پس از خروج از حلقه سطحی کشاله ران به عضله Cremaster و پوست بیضه و ناحیه مجاور آن از ران عصب می‌دهد. شاخه Femoral (رانی) همراه شریان‌های ایلیاک خارجی و رانی و در کناره خارجی آن از پشت رباط کشاله ران عبور می‌کند و به پوست روی مثلث ران عصب می‌دهد. جهت بررسی قطعات اول و دوم کمری (L1-L2) و همچنین بررسی پایین آمدن بیضه از شکم و قرار گرفتن آن در پوست بیضه (Scrotum) در نوزاد پوست روی مثلث ران را تحریک کنید. در این حالت انقباض رفلکسی عضله Cremaster باعث بالا رفتن بیضه می‌شود. به این تست Cremasteric reflex می‌گویند.
چگونگی آزمودن عصب: تحریک پوست مثلث ران.
محل بی‌حس کردن عصب: این عصب عمقی می‌باشد ولی در خارج نبض شریان رانی و در Midpoint of inguinal ligament ماده بی‌حسی تزریق می‌شود. در این حالت عصب رانی نیز بی‌حس می‌گردد.